# Lijst van apostolische nuntii voor België
De lijst van apostolische nuntii voor België geeft een overzicht voor de periode 1593-1797 en opnieuw vanaf de Belgische onafhankelijkheid in 1830. De (apostolische) nuntius is een pontificaal, apostolisch diplomatiek agent die de Heilige Stoel vertegenwoordigt bij de desbetreffende regering en binnen de katholieke Kerk de band tussen de Kerk in een bepaald land en de Apostolische Stoel onderhoudt en versterkt. Pas in 1835 werden er apostolische nuntii aangesteld voor België, hiervoor waren de vicesuperiores van de Hollandse Zending te Den Haag de facto de diplomatieke vertegenwoordigers van de Heilige Stoel voor België.

## Apostolische nuntii voor Vlaanderen
Deze positie werd gecreëerd op initiatief van Ottavio Mirto Frangipani, toen deze nog nuntius was in Keulen. De nuntiatuur was gevestigd in Brussel ('Vlaanderen' in de titel doelde op de gehele Lage Landen). Van 1633 tot 1725 was de status van de zending teruggebracht tot die van een internuntiatuur. Van 1727 tot 1794 was de nuntius voor Vlaanderen tevens vicesuperior van de Hollandse Zending.
- Ottavio Mirto Frangipani (1593-1606), eerste nuntius
- Decio Carafa (1606-1607)
- Guido Bentivoglio (1607-1615)
- Ascanio Gesualdo (1615-1617)
- Lucio Morra (1617-1619)
- Lucio Sanseverino (1619-1621)
- Giovanni Francesco Guidi di Bagno (1621-1627)
- Fabio de Lagonissa  (1627-1634)
- Lelio Falconieri (1634-1637), reisde af maar keerde al in Luik terug
- Richard Pauli-Stravius (1634-1642), bestuurder van de nunciatuur
- Antonio Bichi (1642-1652)
- Andrea Mangelli (1652-1655)
- Ferdinand Nipho (1655-1658), a.i.
- Girolamo Di Vecchi (1658-1665)
- Giacomo Rospigliosi (1665-1667)
- Carlo Francesco Airoldi (1668-1673)
- Sebastiano Antonio Tanara (1675-1687)
- Gianantonio Davia (1687-1690)
- Giulio Piazza (1690-1696)
- Orazio Filippo Spada (1696-1698)
- Giovanni Battista Bussi (1698-1705)
- Vincenzo Santini (1713-1721)
- Giuseppe Spinelli (1721-1731), internuntius, dan nuntius vanaf 1725
- Vincenzo Montalto (1731-1732), bestuurder van de nuntiatuur
- Silvio Valenti-Gonzaga (1732-1736)
- Luca Melchiore Tempi (1736-1742)
- Ignazio Michele Crivelli (1744-1754)
- Giovanni Carlo Molinari (1754-1763)
- Tommaso Maria Ghilini (1763-1775)
- Ignazio Busca (1775-1785)
- Antonio Felice Zondadari (1786-1792)
- Cesare Brancadoro (1792-1797)

## Franse en Nederlandse tijd
In de Franse tijd was de Belgische nuntiatuur vacant. Onder het Verenigd Koninkrijk der Nederlanden was Luigi Ciamberlani vicesuperior van de Hollandse Zending vanuit Münster en Amsterdam (1794-1828). 

## Koninkrijk België (1830)
| Nuntius                                | Periode    | Cumul                                                         | Opmerking                                                                                  |
| -------------------------------------- | ---------- | ------------------------------------------------------------- | ------------------------------------------------------------------------------------------ |
| Francesco Capacinni                    | 1830-1831  | Vicesuperior van de Hollandse Zending                         | De facto apostolisch nuntius voor België.                                                  |
| Antonius Antonucci                     | 1831-1835  | Vicesuperior van de Hollandse Zending                         | De facto apostolisch nuntius voor België.                                                  |
| Pasquale Gizzi                         | 1835-1837  |                                                               | Eerste effectief aangeduide apostolisch nuntius voor België.                               |
| Raffaele Fornari                       | 1842-1843  |                                                               | Werd later prefect van de Congregation van het Onderwijs.                                  |
| Gioacchino Pecci                       | 1843-1846  |                                                               | Werd later paus Leo XIII.                                                                  |
| Alessandro Asinari di San Marzano      | 1846-1848  |                                                               |                                                                                            |
| Innocenzo Ferrieri                     | 1848-1850  |                                                               | Werd later prefect van Congregatie voor de Bisschoppen.                                    |
| Matteo Gonella                         | 1850-1861  |                                                               |                                                                                            |
| Mieczysław Ledóchowski                 | 1861-1866  |                                                               | Poolse afkomst; geboren in Congres-Polen.                                                  |
| Stefano Luigi Oreglia di Santo         | 1866-1868  |                                                               | Werd later prefect van de Congregatie van Ceremoniën.                                      |
| Giacomo Cattani                        | 1868-1875  |                                                               |                                                                                            |
| Serafino Vannutelli                    | 1875-1880  |                                                               | Werd later decaan van het College van Kardinalen.                                          |
| Geen                                   | 1880-1885  |                                                               | Opschorting diplomatieke betrekkingen door de (maçonniek-)liberale Belgische regering.     |
| Domenico Ferrata                       | 1885-1889  |                                                               | Werd later kardinaal-staatssecretaris.                                                     |
| Giuseppe Francica-Nava di Bontife      | 1889-1895  |                                                               |                                                                                            |
| Aristide Rinaldini                     | 1896-1899  |                                                               | Werd later officiaal van de Romeinse Curie.                                                |
| Gennaro Granito Pignatelli di Belmonte | 1899-1904  |                                                               | Werd later decaan van het College van Kardinalen.                                          |
| Antonio Vico                           | 1904-1907  |                                                               | Werd later prefect van de Congregatie voor de Riten.                                       |
| Giovanni Tacci Porcelli                | 1907-1914  | Apostolisch internuntius voor Nederland                       | Werd later secretaris van de Congregatie voor de Oosterse Kerken.                          |
| Geen                                   | 1915       |                                                               | Eerste Wereldoorlog en Duitse bezetting van België.                                        |
| Achille Locatelli                      | 1916-1918  | Apostolisch nuntius voor Luxemburg                            | Werd later officiaal van de Romeinse Curie.                                                |
| Sebastiano Nicotra                     | 1918-1922  |                                                               |                                                                                            |
| Angelo Maria Dolci                     | 1922       |                                                               | Aangeduid als apostolisch nuntius van België, maar heeft nooit werkelijk het ambt bekleed. |
| Clemente Micara                        | 1923-1946  | Apostolisch internuntius voor Luxemburg                       | Werd later proprefect van de Congregatie voor de Riten.                                    |
| Fernando Cento                         | 1946-1953  | Apostolisch nuntius voor Luxemburg                            | Werd later kardinaal-grootpenitentiarius van de Apostolische Penitentiarie.                |
| Efrem Forni                            | 1953-1962  | Apostolisch (inter)nuntius voor Luxemburg                     |                                                                                            |
| Silvio Oddi                            | 1962-1969  | Apostolisch internuntius voor Luxemburg                       | Werd later prefect van de Congregatie voor de Clerus.                                      |
| Igino Cardinale                        | 1969-1983  | Apostolisch nuntius voor de Europese Gemeenschap en Luxemburg | Stierf gedurende zijn ambtsbekleding.                                                      |
| Angelo Pedroni                         | 1983-1989  | Apostolisch nuntius voor de Europese Gemeenschap en Luxemburg |                                                                                            |
| Giovanni Moretti                       | 1989-1999  | Apostolisch nuntius voor Luxemburg                            |                                                                                            |
| Pier Luigi Celata                      | 1999-2002  | Apostolisch nuntius voor Luxemburg                            | Werd later vicecamerlengo.                                                                 |
| Karl-Josef Rauber                      | 2002-2009  | Apostolisch nuntius voor Luxemburg                            |                                                                                            |
| Giacinto Berloco                       | 2009-2016  | Apostolisch nuntius voor Luxemburg                            |                                                                                            |
| Augustine Kasujja                      | 2016-2021  | Apostolisch nuntius voor Luxemburg                            |                                                                                            |
| Franco Coppola                         | 2021-heden | Apostolisch nuntius voor Luxemburg                            |                                                                                            |

## Trivia
- Met uitzondering van Ledóchowski, Rauber en Kasujja waren in het verleden alle nuntii voor België en Luxemburg van Italiaanse afkomst. Kasujja was de eerste Belgische en Luxemburgse nuntius van Afrikaanse afkomst.